# Tower Hill

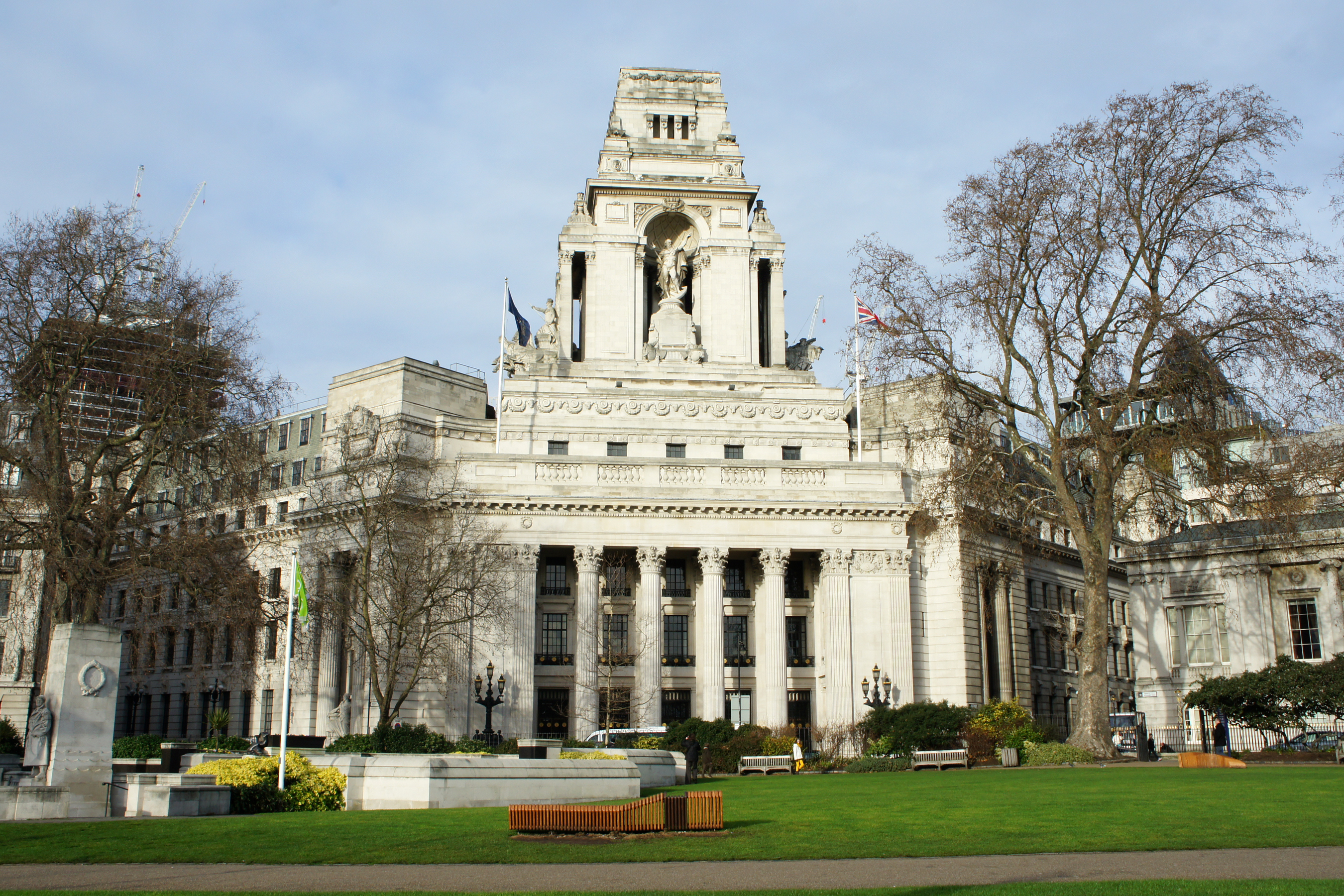
Edificio de la Autoridad Portuaria de Londres y parque de Trinity Square en Tower Hill

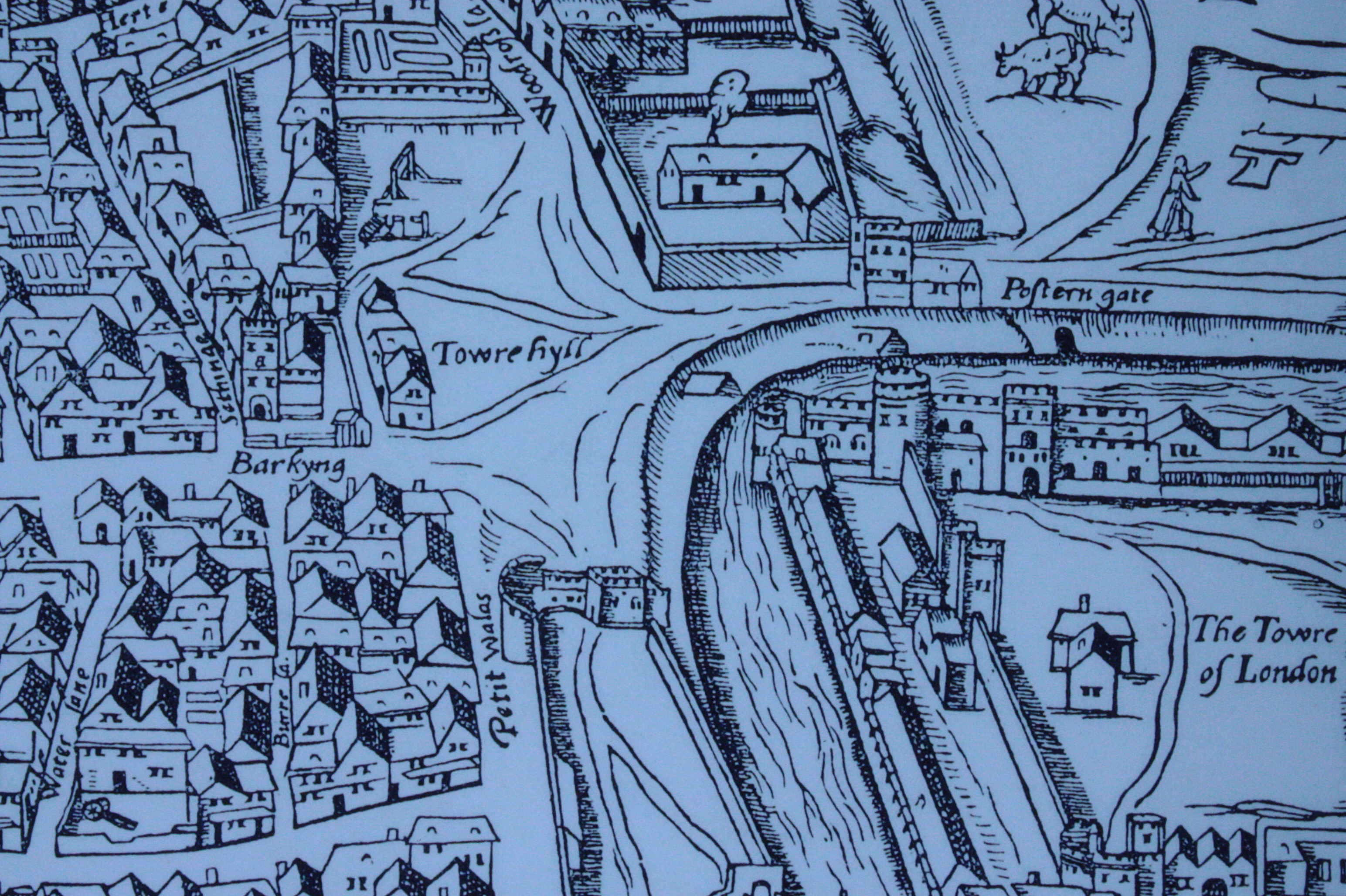
Tower Hill en el mapa Woodcut de Londres, alrededor de 1561

Tower Hill o Colina de la Torre es una elevación ubicada al noroeste de la Torre de Londres, en el barrio londinense de Tower Hamlets, en el límite de la City de Londres.
Antiguamente era una zona extraparroquial conocida como Great Tower Hill. Históricamente, fue el lugar de numerosas ejecuciones públicas, y hoy alberga el Tower Hill Memorial, monumento en honor de los marinos de las flotas mercante y pesquera que murieron en las dos guerras mundiales y no tienen «más tumba que el mar».
La zona cuenta con la estación de Tower Gateway del DLR y la de Tower Hill de metro.

## Historia

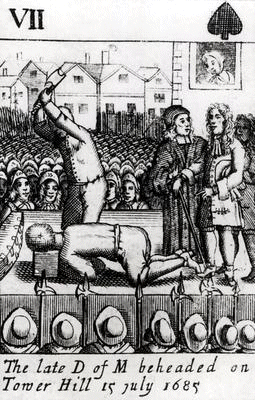
Grabado de la ejecución de sir James Scott en Tower Hill

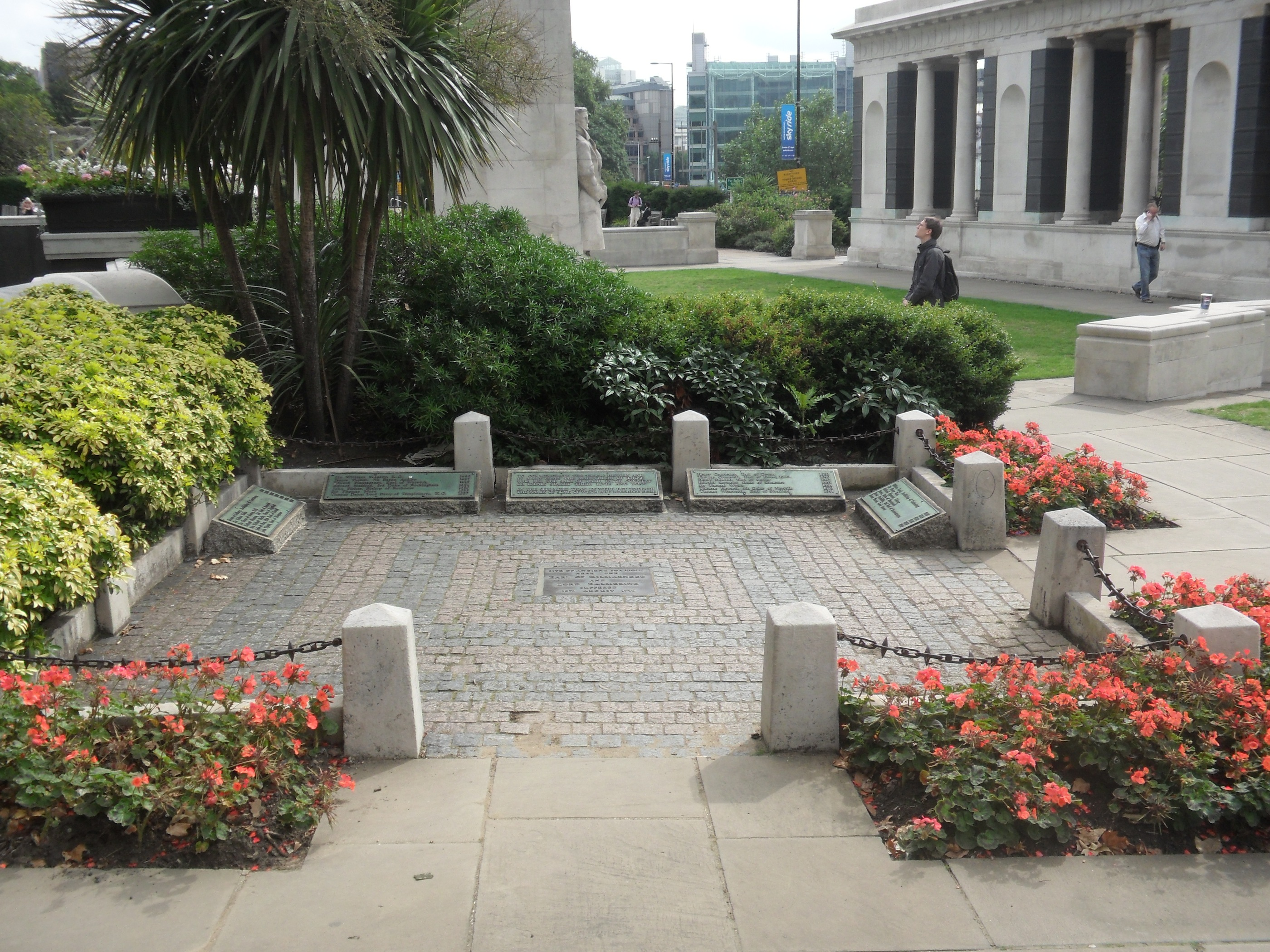
Lugar donde se hallaba el patíbulo de Tower Hill

### Asentamiento
Tower Hill es uno de los puntos más antiguos de Londres. Existe evidencia arqueológica de un asentamiento de la Edad del Bronce y de un poblado romano que fue incendiado durante la insurrección de Boudica. La cercana iglesia de  All Hallows-by-the-Tower, que data del año 675, posee elementos románicos.

### Gobierno local
Great Tower Hill fue una zona extraparroquial incluida en la liberty de la Torre, bajo control administrativo directo de la Torre de Londres y fuera de la jurisdicción de la City de Londres y del condado de Middlesex. En 1855, la zona pasó a formar parte del distrito de  Metropolitan Board of Works. El distrito de la Torre se integró en el de Whitechapel. La liberty de la Torre fue abolida en 1894 e incorporada al condado de Londres.

### Ejecuciones
En Tower Hill se llevaron a cabo numerosas ejecuciones públicas de famosos traidores, entre ellos:
- 1381 – Simon Sudbury, arzobispo de Canterbury[2] (decapitado por una muchedumbre enfurecida)
- 1381 – Robert Hales[2]
- 1388 – Simon de Burley[2]
- 1388 – John de Beauchamp
- 1397 – Richard FitzAlan, XI conde de Arundel[2]
- 1440 – Richard Wyche, vicario de Deptford[2]
- 1462 – John de Vere, XII conde de Oxford[2]
- 1462 – Aubrey de Vere, hijo mayor y heredero del anterior
- 1462 – William Tyrrell
- 1462 – John Montgomery
- 1470 – John Tiptoft, I conde de Worcester[2]
- 1495 – William Stanley[3]
- 1497 – James Tuchet, VII barón Audley,[3] comandante de la Rebelión de los córnicos de 1497
- 1499 – Eduardo Plantagenet, XVII conde de Warwick[3]
- 1502 – James Tyrrell
- 1510 – Edmund Dudley
- 1510 – Richard Empson
- 1521 – Edward Stafford, III duque de Buckingham[3]
- 1535 – Juan Fisher, obispo de Rochester[3]
- 1535 – Tomás Moro,[3] que fue lord canciller
- 1536 – Jorge Bolena, hermano de Ana Bolena
- 1537 – Thomas Darcy[3]
- 1538 – Henry Courtenay, I marqués de Exeter y conde de Devon[4]
- 1538 – Edward Neville
- 1540 – Thomas Cromwell, I conde de Essex[4]
- 1547 – Henry Howard, conde de Surrey[4]
- 1552 – Ralph Vane
- 1552 – Thomas Arundell de Wardour Castle
- 1552 – Edward Seymour, I duque de Somerset[4]
- 1554 – Thomas Wyatt el Joven[4]
- 1554 – Guilford Dudley
- 1572 – Thomas Howard, IV duque de Norfolk[4]
- 1601 – Christopher Blount
- 1615 – Gervase Helwys
- 1631 – Mervyn Tuchet, II conde de Castlehaven
- 1641 – Thomas Wentworth, I conde de Strafford[4]
- 1645 – William Laud, arzobispo de Canterbury[5]
- 1651 - Christopher Love, ministro presbiteriano
- 1662 – Henry Vane el Joven[5]
- 1683 – Algernon Sidney[5]
- 1685 – James Scott, I duque de Monmouth[5]
- 1716 – James Radclyffe, III conde de Derwentwater[5]
- 1746 – William Boyd, IV conde de  Kilmarnock
- 1746 – Robert Boyd (del Clan Boyd)
- 1747 – Simon Fraser[5]